# 宇宙戦争 (H・G・ウェルズ)
『宇宙戦争』（うちゅうせんそう、英: The War of the Worlds）は、イギリスの作家ハーバート・ジョージ・ウェルズ（H・G・ウェルズ）が1898年に発表したSF小説。

## 概要

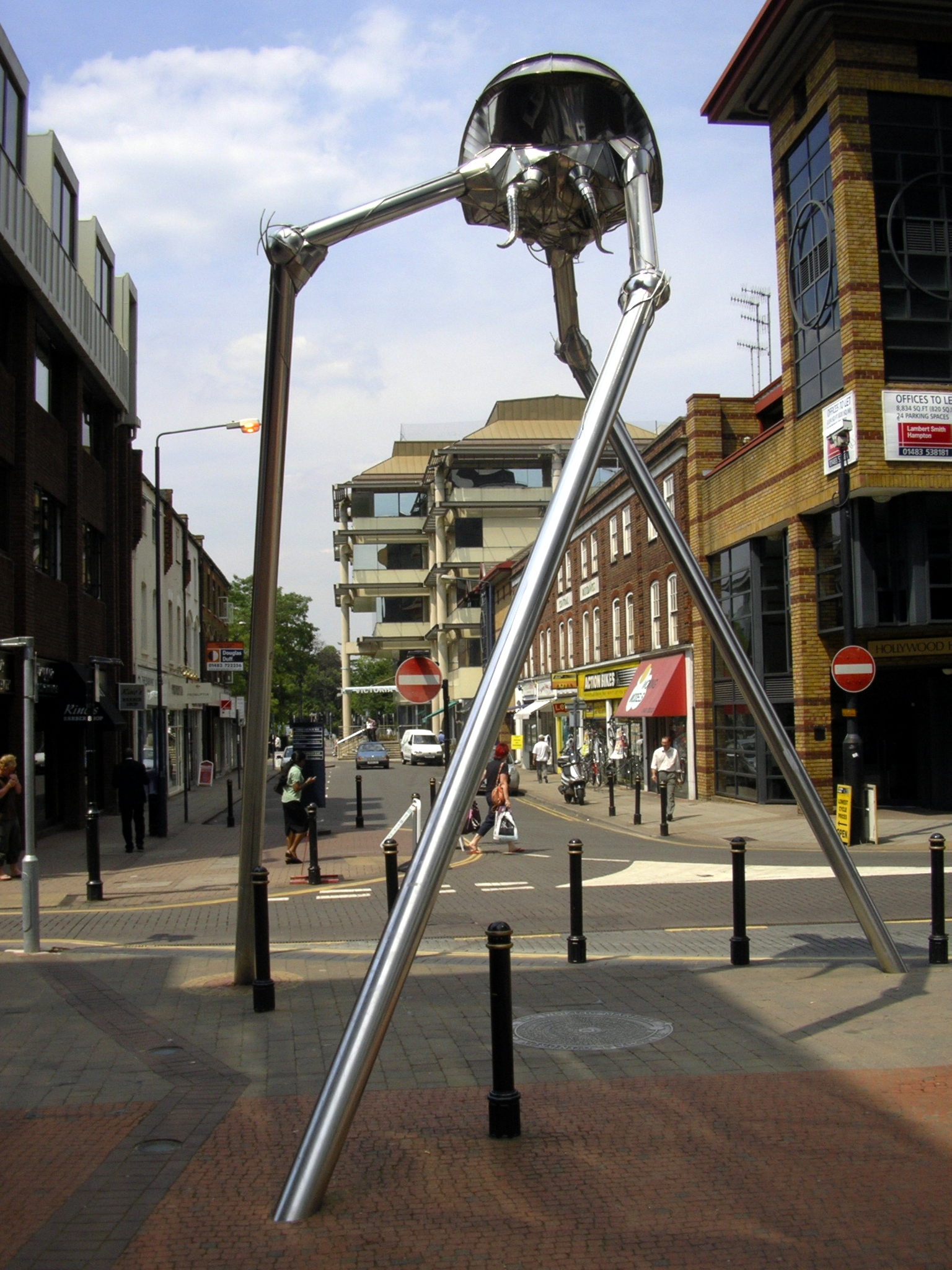
イギリスのウォキング市街中央に建てられた、火星人の戦闘機械のオブジェ

20世紀の初めに火星人が地球に到来し武力で侵略する様子が、英国人男性による回顧録の形で書かれた作品であり、SF作品の古典的名作として知られている。原題の"The War of the Worlds"は直訳すれば「世界同士の戦争」、つまり「地球人の世界」と「火星人の世界」の2つの「世界」が争うという意味である。
原作の挿絵はアルヴィン・コレアによるが、後にはエドワード・ゴーリーなど様々なイラストレーターの絵を採用した判も刊行された。
アメリカ合衆国でラジオドラマ化された際に、火星人の侵略を事実と信じこんだ人々によってパニックが引き起こされたとする説は現在では否定されているが、オーソン・ウェルズによって、初期のドラマ化作品として現在でも参照される作品となっている「#ラジオドラマ「宇宙戦争」事件」の項で後述）。
この作品の影響によって、大きな頭と退化した四肢を持つタコのような姿をした火星人のイメージが世に広まったとされている（詳細は火星人#フィクションの火星人を参照）ことから、「タコ型宇宙人が、強力な機動兵器を持ち込んで地球（主に合衆国）で侵略行動をする」という一般的認識がある作品でもある。
また、数々の模倣作品や、これを題材にした作品、ジュブナイルSF化した作品が、数多く製作されている。そうした作品の中には、『シャーロック・ホームズの宇宙戦争』のように、「彼らは火星人ではなく、火星を前線基地としていた」という見解の作品もある（アメコミ『続リーグ・オブ・エクストラオーディナリー・ジェントルメン』や、アニメ『ジャスティス・リーグ』の第1エピソードなどでも、彼らは「火星を経由して地球を侵略した」という展開となっている）。

## 前日譚
本作の1年前（1897年）に発表された『水晶の卵』（The Crystal Egg ）というH・G・ウェルズの短編がある。ロンドンの骨董店の店頭にあった卵形の水晶のようなものに不可思議な風景が見えるのを、その店の主人が発見した。
知り合いの科学者が調査した結果、夜空の星（恒星）は地球とほぼ同一（＝太陽系内）なのに太陽が小さく見え、月が小さく2つあったことから、これは火星の風景と火星人の姿が映し出されており、逆に火星人からもこちらの様子が見えると判断され、火星人が地球の偵察のために送り込んだ物体であろうと思われた。しかし、さらに研究を進めようとした矢先、骨董店主人は死亡、水晶は誰かに売られて行方不明となり、研究は頓挫する。
明確に同一世界とは言われていないものの、この話の火星にも『宇宙戦争』の火星人が持ち込んだ植物と同じ赤い植物が繁茂し、火星人とは別に二足歩行の人間（あるいは猿）型の生物がいて火星人がそれを捕まえる描写があるほか、火星人自体も「口のすぐ下方に物をつかめるような二束の触手」などと『宇宙戦争』の火星人とよく似た形状で、昆虫を思わせる機械に乗って移動するなど似たような技術を持っている。

## あらすじ

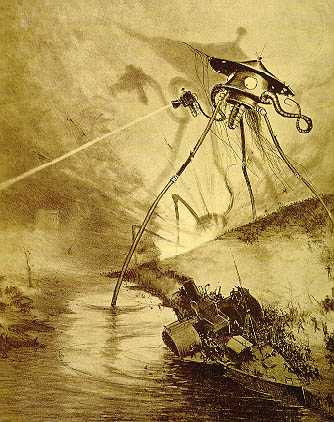
軍艦を攻撃するトライポッド（アルヴィン・コレアによる挿絵）

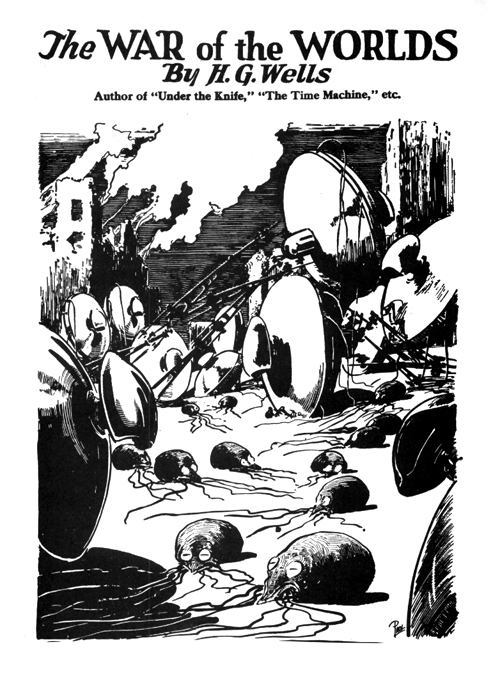
火星人の死体とトライポッド

19世紀6月の金曜日の未明、イングランドのウィンチェスター上空で緑色の流れ星が観測され、天文学者のオーグルビーは、流れ星がロンドン南西ウォーキング付近に落ちているのを発見。それは直径30ヤード（27.4メートル）ほどの巨大な円筒だった。夕方、主人公「私」を含めた見物人が群がる中、円筒の蓋が開いて醜悪な火星人が現れた。オーグルビーは、王立天文官ステント、新聞記者のヘンダーソンらと共に急遽＜代表団＞を結成。火星人がいかに醜悪な外見でも、何らかの知性を持っている以上、こちらも知性を持っている事を示そう、という理由だが、彼らが円筒に近づいた途端、目に見えない熱線が人々を焼き払った。熱線は恐るべき威力で、人間や動物を含め、周囲の木々や茂み、木造家屋などが一瞬で炎に包まれた。夜、英国軍が出動したが、真夜中過ぎに火星人の第二の円筒が落下する。
土曜日の午後、軍隊の攻撃が始まったが、夕方には「私」の自宅付近も火星人の熱線の射程内となる。「私」は近くの店で馬車を借り、妻を引き連れ彼女のいとこが住むレザーヘッドへ逃げる。その馬車を返す途中、真夜中過ぎに火星人の第三の円筒が落下。家より背が高い3本脚の戦闘機械（トライポッド）が登場し、破壊の限りを尽くす。馬車を借りた店の主人も死に、出動した英国軍も全滅。自宅に生き残りの砲兵が逃げ込んで来た。
日曜日の朝、二人はロンドン方面へ避難を開始。午後、テムズ河畔に火星人の戦闘機械5体が現れるが、砲撃で戦闘機械の1体を撃破。一旦は撃退に成功する。その戦闘の混乱で「私」は砲兵とはぐれてしまい、夕方、教会の副牧師と出会う。一方、火星人はその夜から、液体のような黒い毒ガスと熱線を使う攻撃に戦法を変更し、軍を撃破してロンドンへと向かう。
月曜日の未明、ロンドン市民はパニック状態で逃げ惑う。軍隊は総崩れ。英国政府は「もはや火星人の侵攻を阻止し、ロンドンを防衛するのは不可能である。黒い毒ガスからは逃げるより他に無い」と避難勧告を出す。これを知ったロンドン在住の「私」の弟も避難を開始。暴漢に襲われていた女性らを助け、共に馬車で英仏海峡の港を目指す。港にたどり着いたのは水曜日の午後だった。3人が乗った蒸気船が出港すると、火星人の戦闘機械が3体現れる。沖にいた駆逐艦サンダーチャイルドは、戦闘機械目がけて突進し、砲撃で撃破。2体目に迫る途中、熱線を受けて大爆発するも、体当たりで2体目も撃破。3体目の戦闘機械は逃げ去り、「私」の弟たちの乗った船は英国から脱出した。「私」は、出逢った副牧師と共に、日曜日の夜から黒い毒ガスを避けて空き家に避難していた。翌日の夕方、火星人が去ったので、2人は逃避行を続け、ロンドン近郊の空き家にたどり着くが、真夜中、突然近くに火星人の円筒が落下。廃屋に閉じ込められてしまう。日数が過ぎるうちに「私」は副牧師と対立。極限状態に陥り、大声を出す彼を殴り倒す。その物音を気付かれ、火星人にあと一歩で捕まりそうになったが、何とか生き延びる。15日目の朝、辺りが静まり返っている。思い切って外に出ると、火星人らは姿を消していた。
「私」は以前出逢った砲兵と再会し、人類が負けた事と将来の事について話し合う。砲兵と別れたあと静寂に包まれたロンドンに入った「私」は、そこで戦闘機械を見つける。死を決意し近づいていくが、そこで見たものは火星人たちの死体だった。彼らを倒したのは、人間の武器や策略ではなく、太古に神が創造した病原菌であった。地球の人間と違って、これらの病原菌に対する免疫が全くなかった火星人たちは、地球で呼吸し、飲食を始めた時から死にゆく運命だったのである。
やがて人々は舞い戻り、復興が始まる。「私」は約4週間ぶりに自宅に戻る。幸い自宅はほぼ無事だった。外で話し声がする。窓から見ると、それは妻と彼女のいとこだった。

## メディア展開

### ラジオドラマ「宇宙戦争」事件
ウェルズ『宇宙戦争』のラジオドラマは、1938年10月30日に、アメリカのCBSネットワークで俳優オーソン・ウェルズ率いる「マーキュリー劇場」という番組で放送された。舞台は実在するアメリカの地名に置き換えられ、火星人がアメリカに攻めてきたという内容である。
現場からの電話リポートなど実際のニュース放送のような形で放送されたため、多くの市民が火星人の侵略を現実に起きている出来事と思い込み、全米各地でパニックが起きたと長く語られてきた。
このラジオドラマの影響を調査し、「パニック」説を主張したのがメデイア学者のキャントリルらである。キャントリルらは、「これはフィクションである」という番組冒頭のアナウンサーの説明を多くの聴取者は聞き逃し、また大半の人々は新聞のラジオ番組表を見てみるといった確認を怠ったため、結果としてドラマの内容を事実と信じたと主張した。また同時期のヨーロッパでは、チェコスロヴァキアのズデーテン地方帰属問題をめぐってナチス・ドイツと欧米列強が緊張関係にあり、アメリカ国民の間でもヨーロッパで戦争が勃発して自国も巻き込まれるかもしれないという懸念が膨らみつつあった。キャントリルらは、こうした国際情勢がパニックを誘発した背景にあると論じた。
しかし現在の研究によると、パニック現象は全く確認できず、放送を事実と思い込んだ聴取者もほとんどいなかったことが分かっている。ラジオドラマの聴取率も２％ときわめて低く、当時の新聞に掲載された「オーソン・ウェルズを対象に非常に多くの訴訟が行われた」「各地の州兵がラジオ局や関連拠点を警備した」といった記事も、まったくの誤報だったことが確認されている。ラジオドラマによって動揺させられたとする訴訟がわずか１件起きているが、訴訟から間もなく取り下げられている。
しかし当時のメディアで実在しない「パニック」が繰り返し報じられ、この放送をきっかけにオーソン・ウェルズの声望が急速に高まっていったのは確かである。
「パニック」説を題材にしたTVムービー作品『アメリカを震撼させた夜（The Night That Panicked America）』も製作されている。

### ジョージ・パルの「宇宙戦争」（映画）
1953年9月、アメリカで映画『宇宙戦争』が公開された。製作はSF映画の製作者として名高いジョージ・パル。舞台は20世紀半ばのカリフォルニアになり、火星人の戦闘機械は1本の触角を生やした、エイのような空飛ぶ円盤型（マーシャンウォーマシン）として登場する。戦闘機械の特徴であった三本足は、円盤を浮遊させる為に地面に照射された半透明な3本の光に変更されている。廃屋で火星人に追い詰められるエピソードや暴徒の襲撃など原作にあるエピソードが、85分のアメリカ映画用としてうまく変更し挿入されている。1953年のアカデミー特殊効果賞を受賞している。

### ジェフ・ウェインの「宇宙戦争」（音楽）
1978年にジェフ・ウェイン（Jeff Wayne：作曲、アレンジ、指揮、プロデュース）により、LPレコード盤2枚組で発売された。世界で1300万枚を売り上げ、イギリスの音楽チャートでは連続260週以上ランクインした。英国作曲家協会のアイヴァー・ノヴェロ賞で2部門を受賞した。同封された16ページのブックレット（日本版）には見開きでオリジナル・イラストレーションが描かれている（2005年発売のCD盤ブックレットは46ページ）。
内容は、原作に忠実なストーリー構成で、朗読を中心に音楽で場面をつなぐロックオペラ調の作品。参加アーティストは、デヴィッド・エセックス、ジャスティン・ヘイワード（ムーディー・ブルース）、フィル・ライノット（シン・リジィ）、ジュリー・コヴィントンなど。収録曲の「戦争前夜」（The Eve of the War）と「永遠の秋」（Forever Autumn）はシングルカットされている。

### インデペンデンス・デイ
ローランド・エメリッヒ監督、ウィル・スミス主演による映画。1996年7月2日公開。多数のCGを駆使し、ジョージ・パル版同様、非常に凝った爆発シーンやアクションも多数あったことが観客に受けて大ヒットした。『宇宙戦争』と酷似した箇所が多数存在する。例えば本作で最後にエイリアンを退治するのはコンピューター「ウイルス」である。

### スピルバーグの「宇宙戦争」（映画）
2005年、スティーヴン・スピルバーグ監督、トム・クルーズ、ダコタ・ファニング主演により再び映画化された。2005年6月29日、全世界同時上映公開となる。ティム・ロビンス、ミランダ・オットー、ジャスティン・チャットウィン、ダニエル・フランゼーゼなどが出演した。
映画の原題は“War of the Worlds”（ウェルズの小説は“The War of The Worlds”）、邦題も『宇宙戦争』である。舞台を現代アメリカに設定し、1人の平凡な父親が主人公になるなど物語設定は大きく改変されているが、劇中に登場する「トライポッド」のデザイン、それが発する不気味で不快な音、物語の結末などは原作に忠実に描かれている。
公開に先駆けてのワールドプレミアが、『スター・ウォーズ エピソード3/シスの復讐』の海賊版が公開前に出回るなど問題になったために、当初の予定であった日本武道館から六本木の映画館に変更された。
なお、映画の中では朝日放送の中継シーンがあったり、「大阪では（トライポッドを）何体か倒したらしい」というセリフがある。

### 2005年における「宇宙戦争」のメディア展開
2005年には前述のスピルバーグの映画作品の他にも、ハインズ監督とラット監督（いずれも米国）により、別々に映画化された。同じ原作から同じ年に3作も映画化されるケースはかなり珍しく、他には1920年の『ジキル博士とハイド氏』があるくらいである。
ハインズ監督の映画の原題は“H.G. Wells' The War of the Worlds”、ラット監督による映画の原題は“H.G. Wells' War of the Worlds”である。日本においては、ハインズ監督の映画は『ザ・カウントダウン 地球大戦争』という日本語タイトルに改められている。

### 2019年のテレビシリーズ
舞台を現代に置き換えたアメリカAGCテレビジョン版が2019年10月に、1904年（第1回でドッガーバンク事件が発生）の英国を舞台にしたイギリスiTV版が翌月に放送を開始した。iTV版は全3回。AGC版は2021年も継続の模様。

### 公認続編「The Massacre of Mankind」
英国の小説家スティーヴン・バクスターによってウェルズ財団公認の続編が書かれた。
『The Massacre of Mankind』では原作から14年後の1920年の地球に再び侵略者が現れる。原作の語り手の弟の妻、つまり義妹のジャーナリストが語り手を務めている。
バクスターはまた、ウェルズの小説『タイム・マシン (小説)』の公式続編『タイム・シップ』も書いている。

### 漫画化
2018年より月刊コミックビームにて連載開始。作者は横島一。
原典通り19世紀末から20世紀初頭のイギリスを舞台に、主人公である写真家と、ロンドンに滞在中のその弟の目線で描かれる。全3巻。

## 作風を模倣した物

### シャーロック・ホームズの宇宙戦争
マンリー・W・ウェルマン&ウェイド・ウェルマン著。コナン・ドイルのシャーロック・ホームズシリーズとチャレンジャー教授たち（『失われた世界』など）、H・G・ウェルズの『宇宙戦争』と『水晶の卵』を融合して作り出したパスティシュ小説。日本語訳は創元推理文庫から刊行されていた。本作では火星人説は否定されており、「火星に前線基地を作っていた」という設定になっている。

### スペース・マシン
クリストファー・プリーストの1976年作品。『タイム・マシン』と『宇宙戦争』のパスティシュ。日本語訳は創元推理文庫で刊行。本作では、地球を攻撃した生物は、本当の火星人が作った、人工生物と設定されている。

### 続リーグ・オブ・エクストラオーディナリー・ジェントルメン（アメコミ）
アラン・ムーアの原作によるアメリカン・コミック。日本ではジャイブから正・続の2巻が刊行されており、「続」の巻でウェルズの『宇宙戦争』のパスティシュが試みられている。火星から飛来した飛行物体と三脚型の歩行機械に対して、英国を秘密裏に防衛するために組織された怪人連盟の面々（アラン・クォーターメイン、ミナ・ハーカー、ネモ船長、ジキル博士とハイド氏、透明人間グリフィン）が戦いを挑む。本作の「火星人」は実は外宇宙からの侵略者であり、冒頭で火星を侵略するもジョン・カーター（火星シリーズの主人公）らに阻まれて、地球へ矛先を変更している。

### エジソンの火星征服（Edison's Conquest of Mars）
Edison's Conquest of Marsは1898年にギャレット・P・サービスより書かれたH・G・ウェルズの『宇宙戦争』の後日譚。発明王トーマス・エジソンを始めとする19世紀の人々が協力して火星に攻め込む小説。日本語訳の出版はないが、野田昌宏の著書で何度も内容の紹介がされている。

### トリポッドシリーズ（3本足シリーズ）
1967年から1968年にジョン・クリストファーによりジュブナイルの3部作『鋼鉄の巨人』（The White Mountains）、『銀河系の征服者』（The City of Gold and Lead）、『もえる黄金都市』 （The Pool of Fire）として出版された。3本足の巨大機械「トリポッド」に征服された地球が舞台である。
1988年に前日譚が発表され、4部作となった。日本語版は学研が3部作の時点で、ハヤカワ文庫SFが4部作版を出版している。

### 火星人類の逆襲
1988年に発表された、SF作家横田順彌によるパスティシュ小説。英国襲撃から13年後、今度は日本に襲来した火星人類に、明治の武侠作家・押川春浪を筆頭とするバンカラ集団天狗倶楽部が立ち向かう。新潮文庫から刊行。

### 清太郎出初式
梶尾真治の短編小説。鳶師の息子の清太郎ら明治日本の庶民たちが火星人と遭遇する、山本周五郎風の人情小説。『地球はプレイン・ヨーグルト』（ハヤカワ文庫）に収録されている。

### 第二次宇宙戦争 マルス1938
伊吹秀明による架空戦記的な『宇宙戦争』の後日譚小説（ISBN 4-584-17888-7）。火星人が残したトライポッド（歩行戦車）や熱線砲などの兵器が各国軍によって使用されている世界を舞台に、1938年に再び地球に襲来した火星人と、各国軍および秘密組織「幽霊（ゴースト）」との戦いを描く。オーソン・ウェルズのラジオドラマにも触れられている他、ジョージ・パルも脇役として登場している。

### 新宇宙戦争（アメリカのテレビドラマ）
アメリカで1988年に放送されたテレビドラマで、原題は“WAR OF THE WORLDS”。ジョージ・パルの『宇宙戦争』の後日譚。日本では「エイリアン・ウォーズ」のタイトルで放送され、ビデオは全7巻で販売された。内容は死んだと思われた火星人は仮死状態であり、放射線により微生物が死んだために復活して侵略を始めたため、人間が阻止するために組織を結成して戦うという内容。
ジョージ・パルの『宇宙戦争』に出演した役者が同じ役で登場する回もある。

### 宇宙戦争1941 / 1943 / 1945
横山信義による架空戦記。火星人の襲撃を受けた後の第二次世界大戦時を舞台に、真珠湾攻撃から始まる再度の火星人の地球侵略を描く。

### MM9―invasion―
山本弘によるSF小説。作中に直接登場はしないが、過去（1918年）に起こった宇宙人による侵略が、『宇宙戦争』とほぼ同様の経緯を辿っている。なお、本作ではトライポッドは金属の殻を纏った宇宙怪獣の一種とされている。

### 宙の地図
フェリクス・J・パルマによるSF小説。『時の地図』の続編。小説『宇宙戦争』を出版した直後のウェルズが、その内容に酷似した地球外生物による侵略に巻き込まれる。なお、作中に登場する『宇宙戦争』の展開は当初は現実のものと異なっているが、終盤に現実通りの内容の『宇宙戦争』が登場する。また、前述のギャレット・P・サービスも登場する。

### 地球戦争 THE WAR OF THE HUMAN
小原愼司による漫画。英語の副題に示されるように、火星による侵略下の英国を舞台として地球人側の様々な思惑やドラマに重点を置いている。

### The Great Martian War 1913–1917
2013年放送のカナダ/イギリス合作のテレビドラマ。第一次世界大戦の映像に本作に登場するトライポッドや火星人をデジタル合成し、専門家による解説も交えて一つのドキュメンタリー形式の作品にしたもの。

### ザ・シンプソンズ
第15シーズン第8話「子供たちを守れ! 」は本作の翻案であり、火星人を子供嫌いの大人たち、地球人を子を持つ親、病原体を子供に置き換え、子供たちによって子供嫌いの大人たちの野望が頓挫する様が描かれている。

## 日本語訳
日本語訳のタイトルは『宇宙戦争』が大半で、原題である「世界同士の戦争」を意識したのは『火星人との戦争』など僅かである。
- 光用穆 訳『科学小説 宇宙戦争』秋田書院、1915年1月。全国書誌番号:43004655。
- 木村信児 訳「宇宙戦争」『世界大衆文学全集』 第24巻、改造社、1929年8月。 NCID BN08490612。全国書誌番号:47038525。
- 土屋光司 訳『火星人との戦争』三邦出版社〈ウエルズ科学小説叢書 5〉、1941年12月。 NCID BA71803086。
- 小野協一 訳『宇宙戦争』小山書店、1951年5月。 NCID BA41019397。全国書誌番号:51004699。
- 高木真太郎 訳『宇宙戦争』日本出版協同〈サスペンス・ノベル選集 6〉、1953年9月。 NCID BA32234730。全国書誌番号:53007204。
- 西村孝次 訳「宇宙戦争」『世界少年少女文学全集』 34（イギリス編 6）、創元社、1956年8月。 NCID BN1107643X。全国書誌番号:45030630。
- 代山三郎 訳『宇宙戦争』講談社〈世界名作全集 157〉、1958年11月。 NCID BA91794068。全国書誌番号:45029888。
- 宇野利泰 訳『宇宙戦争』早川書房〈ハヤカワ・SF・シリーズ〉、1963年11月。 NCID BB06012783。全国書誌番号:63011394。
- 白木茂 訳『宇宙戦争』偕成社〈世界推理・科学名作全集 7〉、1962年11月。全国書誌番号:45030553。
- 中村能三 訳『宇宙戦争』角川書店〈角川文庫〉、1967年2月。 NCID BN11406964。全国書誌番号:67011789。
- 白木茂 訳『宇宙戦争』旺文社〈旺文社ジュニア図書館 3〉、1967年12月。 NCID BA68901123。全国書誌番号:45027836。
- 井上勇 訳『宇宙戦争』東京創元新社〈創元推理文庫〉、1969年6月。 NCID BN10349978。全国書誌番号:75071020。
- 内田庶 訳『新訳 宇宙戦争』文研出版〈文研児童読書館〉、1970年7月。全国書誌番号:45005606。
- 飯島淳秀 訳『宇宙戦争』あかね書房〈少年少女世界SF文学全集 16〉、1972年10月。 NCID BA33584217。全国書誌番号:45008488。
- 久米穣 訳『宇宙戦争』集英社〈母と子の名作文学 42〉、1973年9月。全国書誌番号:45009430。
- 塩谷太郎 訳『宇宙戦争』偕成社〈冒険探偵シリーズ 1〉、1974年3月。全国書誌番号:45005607。
- 代山三郎 訳『宇宙戦争』講談社〈少年少女講談社文庫〉、1975年2月。全国書誌番号:45005608。
- 福島正実 訳『宇宙戦争』春陽堂書店〈春陽堂少年少女文庫〉、1977年4月。全国書誌番号:77034519。
- 瀬川昌男 訳『宇宙戦争』ぎょうせい〈少年少女世界名作全集 9〉、1982年11月。全国書誌番号:83013427。
  - 瀬川昌男 訳『宇宙戦争』（新装版）ぎょうせい〈新装少年少女世界名作全集 9〉、1995年2月。ISBN 9784324043363。全国書誌番号:95036224。
- 福島正実 訳『宇宙戦争』春陽堂書店〈春陽堂くれよん文庫〉、1989年5月。全国書誌番号:90033543。
- 加藤まさし 訳『宇宙戦争』講談社〈講談社青い鳥文庫〉、1999年12月。ISBN 9784061485259。 NCID BA48145764。全国書誌番号:20029144。
- 斎藤伯好 訳『宇宙戦争』早川書房〈ハヤカワ文庫SF〉、2005年4月。ISBN 9784150115135。 NCID BB04249657。全国書誌番号:20761572。
- 小田麻紀 訳『宇宙戦争』角川書店〈角川文庫〉、2005年5月。ISBN 9784042703075。 NCID BA72419538。全国書誌番号:20788655。
- 中村融 訳『宇宙戦争』東京創元社〈創元SF文庫〉、2005年5月。ISBN 9784488607081。 NCID BA84646628。全国書誌番号:20788860。
- 雨沢泰 訳『宇宙戦争』偕成社〈偕成社文庫〉、2005年8月。ISBN 9784036525409。 NCID BA73737561。全国書誌番号:20815024。
- 毛利孝夫 訳『宇宙戦争』（Kindle版）望林堂〈望林堂完訳文庫〉、2016年6月。